# Бирд-ин-Ханд (Пенсилванија)
Бирд-ин-Ханд (енгл. Bird-in-Hand) насељено је место без административног статуса у америчкој савезној држави Пенсилванија.

## Демографија
По попису из 2010. године број становника је 402.
| Група             | 2000.    | 2010.       |
| Белци             | 0 (0,0%) | 366 (91,0%) |
| Афроамериканци    | 0 (0,0%) | 8 (2,0%)    |
| Азијати           | 0 (0,0%) | 7 (1,7%)    |
| Хиспаноамериканци | 0 (0,0%) | 23 (5,7%)   |
| Укупно            | 0        | 402         |